# Chine du Nord et du Sud
Ne pas confondre avec Chine du Nord et Chine du Sud, qui sont deux régions traditionnelles chinoises parmi d'autres.
Les régions de Chine du Nord et de Chine du Sud désignent deux régions approximatives de la Chine. La frontière exacte de ces deux régions n'est pas précisément définie, elle se situerait au niveau de la ligne Qinling–Huaihe.
Néanmoins, la perception des Chinois et des stéréotypes régionaux a souvent été dominée par ces deux concepts, du fait que les différences culturelles et linguistiques régionales ont historiquement concentré les fortes identités régionales (乡土, xiāngtǔ, « localisme ») du peuple chinois.

## Étendue
La ligne de division souvent utilisée entre le nord et le sud de la Chine est la ligne formée par le fleuve Huai He et les monts Qinling. Cette ligne se situe au point approximatif de l'isotherme de 0° en janvier et de l'isohyète de 800 mm en Chine.
Culturellement, cependant, la division est plus ambigüe. Dans les provinces de l'est, comme Jiangsu et Anhui, le Yangzi Jiang pourrait être perçu comme la frontière nord-sud à la place du Huai He.
Il y a une région ambigüe, la région environnant Nanyang (Henan), qui se situe dans l'espace à la fin des monts Qinling et avant la source du Huai He. De plus, le centre de l'Anhui et du Jiangsu se trouvent au sud du Huai He, mais au nord du Yangzi Jiang, ce qui rend leur classification difficile. En tant que telle, la frontière entre le nord et le sud de la Chine ne suit pas les frontières provinciales ; elle traverse le Shaanxi, Henan, Anhui, et Jiangsu, et définit des zones telles que Hanzhong (Shaanxi), Xinyang (Henan) et Xuzhou (Jiangsu). Les autres zones de ces provinces se situent dans la Chine du Nord. Cela a pu être délibéré, la dynastie Yuan et la dynastie Ming établirent plusieurs de ces régions pour décourager le séparatisme.
Le Dongbei (Nord-Est) et la Mongolie intérieure, considérée comme étant en dehors de la Chine historique, appartiennent aussi à la Chine du Nord selon cette définition. À l'origine, le Xinjiang, le Tibet et le Qinghai n'étaient pas considérés comme du nord ou du sud. Toutefois, le Xinjiang est maintenant considéré comme faisant partie du nord du fait de l'étendue de la culture chinoise et de l'usage du mandarin.

## Stéréotypes et différences
Le concept « Nord-Sud » joue un rôle important dans les stéréotypes régionaux :
Ceux qui viennent du Nord sont considérés comme :
- plus grands[2], ont une peau plus claire et des yeux plus petits[3],[4]. D'après le recensement national de 2010, la taille moyenne des hommes à Beijing était de 173,3 cm (à 20-24 ans)[5], tandis que la taille moyenne des hommes du Heilongjiang était de 173,292 cm (à 20-24 ans)[6]. Le Shandong, une autre province du nord, a aussi une taille moyenne, pour les hommes, de 173,10 cm[7].
- parlant le mandarin avec un accent nordique (rhotique).
- mangeant plus de nouilles, des dumplings et de la nourriture à base de blé[4] (plutôt qu'à base de riz)[3],[8].

Ceux qui vivent au Sud sont considérés comme :
- plus petits, ayant une peau plus foncée et des yeux plus ronds[3],[4]. D'après le recensement de 2010, la taille moyenne d'un homme du Sichuan était de 169,2 cm (à 20-24 ans)[9] tandis qu'elle était de 167,7 cm au Guizhou[10]. Au Hunan, une province située au centre-sud de la Chine, la taille moyenne des hommes était de 166,95 cm[11] ;
- parlant le mandarin avec un accent du sud (non-rhotique) ou une variété méridionale de chinois telle que les cantonais, wu, hakka, xiang, min ou le gan ;
- mangeant plus de nourriture à base de riz que de blé[3],[4],[8].

Il est à noter que ces stéréotypes restent approximatifs et vagues sur des populations larges et variées.